# Adam Kokoszka
Adam Kokoszka (Andrychów, 6 de outubro de 1986) é um futebolista polonês, que atua como defensor.

## Carreira
Kokoszka atuou a maior parte da carreira no Wisla Cracóvia, logo após abandonar o Beskid Andrychów, equipe de sua cidade natal.

## Seleção
Kokoszka estreou na Seleção Polonesa em 2006, mas acabou preterido para a Copa de 2006. Fez parte da delegação polonesa na Eurocopa de 2008, disputando uma partida, e sua seleção amargou a lanterna do Grupo B, com apenas apenas um ponto, um gol marcado e quatro tentos sofridos.